# (85157) 1987 SP5
(85157) 1987 SP5 es un asteroide perteneciente al cinturón de asteroides, descubierto el 30 de septiembre de 1987 por Poul Jensen desde el Observatorio Brorfelde, Holbæk, Dinamarca.

## Designación y nombre
Designado provisionalmente como 1987 SP5. 

## Características orbitales
(85157) 1987 SP5 está situado a una distancia media del Sol de 2,264 ua, pudiendo alejarse hasta 2,777 ua y acercarse hasta 1,751 ua. Su excentricidad es 0,227 y la inclinación orbital 6,192 grados. Emplea 1244,46 días en completar una órbita alrededor del Sol.

## Características físicas
La magnitud absoluta de (85157) 1987 SP5 es 16,14.